# 印第安交響曲
《印第安交響曲》（Sinfonía india）是墨西哥作曲家卡洛斯·查維斯的交響作品，屬於他第二首交響曲，於1935-36年間創作，被譽為是查維斯的代表作。本作品採用單樂章結構寫成，但仍可分為三個小「樂章」，各小樂章均配以一首傳統墨西哥北部的印第安人旋律所發展出來。

## 創作背景
作品於1935年12月起開始創作，這時查維斯正藉在美國作首次的公演，翌年年初即於紐約完成，隨即便於1月23日在一個電台演奏會中由哥倫比亞廣播公司交響樂團作首次演出，同時4月10日由波士頓交響樂團作音樂會首演。至於墨西哥國內首演則於同年7月31日舉行。由於音樂具有原住民色彩，亦反映了作曲家對自己民族的身份認同，很快便在美洲地區普及起來，及後更為其他地方所認識。

## 配器
本曲採用浪漫主義音樂時期的規模，其中敲擊樂器採用了大量印第安「亞基部落」（Yanqi）所使用的樂器。當席爾默公司出版樂譜時，把這些亞基樂器改以接近西洋樂團中類近的敲擊樂器代替，並在樂器頁中描述相關的樂器對應。
- 木管樂器：2短笛（其中第2短笛兼任第3長笛、2長笛、3雙簧管、E♭調高音單簧管、2B♭調單簧管、B♭調低音單簧管、3巴松管
- 銅管樂器：4圓號、2小號、2長號
- 敲擊樂器：定音鼓、印第安鼓、沙槌、金屬搖鈴（英语：Rattle (percussion instrument)）、吊鈸、中鼓、紙板搖鈴、擊木、木琴、小鼓、木搖鈴、刮瓜、大鼓、㓤棒

- 斜體文字為替代樂器

- 絃樂器：第1小提琴、第2小提琴、中提琴、大提琴、低音提琴、豎琴

1971年席爾默公司出版了由弗蘭克·威廉·埃里克森改編的管樂團版本樂譜，這個改編雖然未有得到查維斯的正式認可，然而他也曾指揮過這版本，亦作出了一些修正。
全曲演奏時間約為 12-13 分鐘。

## 樂曲分析
引子（第1式）(單簧管、低音單簧管、巴松管、中提琴、大提琴)
您的浏览器不支持播放音频。您可以下载音频文件。
引子（第2式）(小號)
您的浏览器不支持播放音频。您可以下载音频文件。
引子（第3式）(所有木管樂器)
您的浏览器不支持播放音频。您可以下载音频文件。
第1主題 (雙簧管、第一小提琴)
您的浏览器不支持播放音频。您可以下载音频文件。
第2主題 (E♭ 調單簧管、B♭調單簧管、中鼓)
您的浏览器不支持播放音频。您可以下载音频文件。
第3主題 (圓號、長笛、弱音小號及長號)
您的浏览器不支持播放音频。您可以下载音频文件。
終段 (E♭調單簧管、弱音小號、刮瓜)
您的浏览器不支持播放音频。您可以下载音频文件。

## 外部連結
- 席爾默公司《印第安交響曲》網上試閱版本。 （页面存档备份，存于）